# Bacino Cariaco

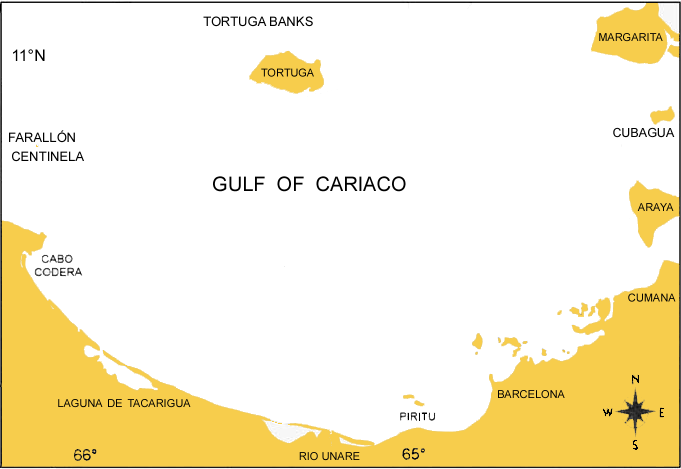
Il Bacino Cariaco, al largo della costa del Venezuela

Il Bacino Cariaco si trova al largo della costa del Venezuela e forma il Golfo del Cariaco. È delimitato a est dall'isola Margarita, dall'isola Cubagua e dalla penisola di Araya; a nord dall'isola La Tortuga; a ovest dal Capo Codera e dagli scogli noti come Farallón Centinela; a sud è delimitato dalla costa del Venezuela.

## Caratteristiche
Il Bacino Cariaco è un bacino strutturale di tipo trastensivo orientato in direzione est-ovest e posizionato sulla scarpata continentale al largo della costa orientale del Venezuela. Si tratta di una profonda depressione composta di due sottobacini, l'orientale e l'occidentale, ciascuno con una profondità di circa 1400 metri, separati tra loro da una sella a circa 900 metri di profondità. A sud il bacino confina con la vasta (circa 50 km) Piattaforma Unare.
È in comunicazione con il Mar dei Caraibi attraverso due canali poco profondi (circa 140 m), il Canale di Tortuga a nord e il Canale Centinela a ovest. La circolazione dell'acqua all'interno del bacino è piuttosto ridotta e questo fattore, combinato con l'elevata produttività primaria annuale della regione (~500 g cm−2 yr−1), fa sì che al di sotto dei 250 m di profondità il bacino si trovi permanentemente in condizioni anossiche.
Trattandosi di un bacino anossico naturale, questo permette la deposizione dei sedimenti oceanici in assenza di bioturbazione, con alternanza di varve di colore chiaro e scuro in corrispondenza di stagioni secche o piovose. La sua particolare posizione geografica combinata con una deposizione non disturbata dei sedimenti, permette di ricostruire in modo ottimale la storia dei cambiamenti climatici della zona tropicale con una specifica sensitività per la zona di convergenza intertropicale (ITCZ) e per questo motivo il bacino è stato oggetto di intense ricerche paleoclimatologiche.
Data la situazione di anossia permanente, il Bacino Cariaco è caratterizzato anche da un ambiente chimico peculiare. I batteri abitano sia la zona ricca di ossigeno che la zona anossica della colonna d'acqua, con un massimo di concentrazione proprio all'interfaccia di scomparsa dell'ossigeno situata tra i 200 e i 300 metri di profondità. Data questa sua particolare localizzazione, il Bacino Cariaco è stato al centro di molti studi a partire dalla metà degli anni cinquanta dello scorso secolo. Questi studi si sono intensificati a partire dal 1995, in seguito ad un accordo internazionale tra gli USA e il Venezuela. Il programma denominato CARIACO (Carbon Retention in a Colored Ocean), consiste in una serie di stazioni di rilevamento posizionate nel pendio orientale del bacino che vengono visitate su base mensile per raccogliere una serie storica di dati relativi all'idrografia, ai nutrienti e alla produttività primaria. Nel sito viene anche condotta una serie di altre misure,  anche attraverso una trappola ormeggiata per i sedimenti, che permettono di studiare la microbiologia e il flusso delle correnti. I risultati dei lavori del programma CARIACO hanno dimostrato che questo bacino anossico è alquanto dinamico e hanno permesso di analizzare la stratificazione paleoclimatica contenuta all'interno dei sedimenti.